# Ariel (torpilleur)
Pour les articles homonymes, voir Ariel.
Le Ariel (fanion « AE ») était un torpilleur italien de la classe Spica - type Alcione lancé en 1938 pour la Marine royale italienne (en italien : Regia Marina).

## Conception et description
Les torpilleurs de la classe Spica devaient répondre au traité naval de Londres qui ne  limitait pas le nombre de navires dont le déplacement standard était inférieur à 600 tonnes. Hormis les 2 prototypes, 3 autres types ont été construits : Alcione, Climene et Perseo. Ils avaient une longueur totale de 81,42 à 83,5 mètres, une largeur de 7,92 à 8,20 mètres et un tirant d'eau de 2,55 à 3,09 mètres. Ils déplaçaient 652 à 808 tonnes à charge normale, et 975 à 1 200 tonnes à pleine charge. Leur effectif était de 6 à 9 officiers et de 110 sous-officiers et marins
Les Spica étaient propulsés par deux turbines à vapeur à engrenages Parsons , chacune entraînant un arbre d'hélice et utilisant la vapeur fournie par deux chaudières Yarrow. La puissance nominale des turbines était de 19 000 chevaux-vapeur (14 000  kW) pour une vitesse de 33 nœuds (61  km/h) en service, bien que les navires aient atteint des vitesses supérieures à 34 nœuds (62,97  km/h) lors de leurs essais en mer alors qu'ils étaient légèrement chargés. Ils avaient une autonomie de 1 910 milles nautiques (3 540  km) à une vitesse de 15 nœuds (27,7  km/h)
Leur batterie principale était composée de 3 canons 100/47 OTO Model 1937. La défense antiaérienne (AA) des navires de la classe Spica était assurée par 4 mitrailleuses jumelées Breda Model 1931 de 13,2 millimètres. Ils étaient équipés de 2 tubes lance-torpilles de 450 millimètres (21 pouces) dans deux supports jumelés au milieu du navire.  Les Spica étaient également équipés de  2 lanceurs de charges de profondeur et d'un équipement pour le transport et la pose de 20 mines.

## Construction et mise en service
Le Ariel est construit par le chantier naval Cantiere navale di Sestri Ponente à Sestri Ponente en Italie, et mis sur cale le 29 octobre 1936. Il est lancé le 14 mars 1938 et est achevé et mis en service le 1er juillet 1938. Il est commissionné le même jour dans la Regia Marina.

## Histoire de service
Au début de la Seconde Guerre mondiale, le torpilleur Ariel est basé à Messine, dans le cadre du Ier escadron de torpilleurs, formé avec ses navires-jumeaux (sister ships) Aretusa, Alcione et Airone. Le navire est commandé par le lieutenant de vaisseau (tenente di vascello) Mario Ruta.
Dans les premiers mois de la guerre, le Ariel opère dans les eaux de la Sicile, effectuant des missions de pose de champs de mines, de surveillance et de chasse anti-sous-marine.
Plus tard, l'unité effectue également des missions d'escorte de convois dirigés vers Tripoli ou Benghazi.
Le 29 juillet 1940, dans le cadre de l'opération "Trasporto Veloce Lento", le Ariel et les trois autres torpilleurs du Ier escadron de torpilleurs sont envoyés en renfort de l'escorte - torpilleurs Circe, Clio, Climene et Centauro du XIIIe escadron de torpilleurs - d'un convoi composé du navire à vapeur transport de passagers Marco Polo et des croiseurs auxiliaires Città di Palermo et Città di Napoli, naviguant de Naples à Benghazi.
Dans la nuit du 5 au 6 septembre 1940, le Ariel, ainsi que ses navires-jumeaux Alcione, Aretusa et Altair, posent un barrage de 56 mines dans les eaux de La Valette.
Dans la nuit du 11 au 12 octobre 1940, le Ariel est envoyé pour patrouiller, avec le Alcione et le Airone et les destroyers du XIe escadron (Aviere, Artigliere, Geniere, Camicia Nera) la zone à l'est de Malte, à la recherche de navires britanniques qui auraient dû se trouver dans cette zone,. La patrouille, qui débute à 1 heure du matin le 12 octobre, est effectuée à une vitesse de 12 nœuds (22,2  km/h) avec un cap de 270°, les torpilleurs étant espacés d'environ 4 milles nautiques (7,4  km,. Le Ariel est la troisième et dernière unité de l'escadron, tandis que les destroyers se trouvent encore plus au sud,. À 1h38, le Alcyone, l'unité la plus au nord, repère à 18 000 mètres le croiseur léger HMS Ajax (22), qui fait partie d'un plus grand déploiement naval britannique qui retourne à Alexandrie après avoir escorté un convoi vers Malte,. Le Ariel, quant à lui, est le dernier des trois navires à apercevoir le HMS Ajax, juste après le Airone, à 1h42 du matin à 14 000 mètres).
Les trois torpilleurs passent alors à l'attaque : le Alcione et le Airone tirent chacun deux torpilles à 1h57, puis le Airone, une minute plus tard, tire deux autres torpilles et ouvre ensuite le feu avec son artillerie, tandis que le Ariel s'apprête à son tour à tirer ses torpilles contre le côté tribord de l'unité britannique (les deux autres torpilleurs ont plutôt tiré contre le côté bâbord,. À ce moment-là, le HMS Ajax ouvre le feu: le Ariel, qui se trouve à tribord du croiseur, n'a le temps de lancer qu'une seule torpille (infructueuse car détournée par le sillage du Airone) et de tirer deux salves avec ses canons,, puis il est touché à une distance de 4 000 mètres par de nombreux obus tirés par l'artillerie avant du navire britannique,,. Plusieurs tirs touchent d'abord le pont, puis la coque, la ligne de flottaison et d'autres points vitaux, provoquant un feu nourri et des dégâts très importants,, (d'autres sources affirment au contraire que le navire a coulé sans incendie)). À bord du navire, il y a de nombreux morts et blessés; le commandant Ruta lui-même est mortellement blessé et expire peu après, alors qu'il ordonne de continuer à se battre (le commandant en second Paolo Dall'Orso, qui a remplacé Ruta à sa demande, est également tué),,,. Dévasté par l'explosion d'un dépôt de munitions, le Ariel coule en quelques minutes,, disparaissant à 2h05 (pour d'autres sources 2h14) à la position géographique de 35° 37′ N, 16° 42′ E (environ 73 milles nautiques (135  km) au sud-est de Cap Passero) emportant avec lui les deux tiers de l'équipage.
Au total, 41 survivants du Ariel sont  récupérés, soit environ un tiers des hommes embarqués sur l'unité. A la mémoire du commandant Ruta a été conférée la médaille d'or de la valeur militaire et à celle de son second officier Dall'Orso la médaille d'argent de la valeur militaire.
En 1941, le stade de Chiavari, sa ville natale, a également été dédié à Paolo Dall'Orso.
Le Ariel, ainsi que son navire-jumeau le Airone (coulé lors de la même bataille), est le premier torpilleur de la classe Spica à être perdu pendant la guerre.

### Commandement
- Lieutenant de vaisseau (Tenente di vascello) Mario Ruta (né à Naples le 12 février 1911) (†) (10 juin - 12 octobre 1940).

## Sources
- (it) Cet article est partiellement ou en totalité issu de l’article de Wikipédia en italien intitulé « Ariel (torpediniera) » (voir la liste des auteurs).